# Fudzsigucsi Micunori
Fudzsigucsi Micunori (Maebasi, 1949. augusztus 17. –) japán válogatott labdarúgó.

## Nemzeti válogatott
A japán válogatottban 26 mérkőzést játszott, melyeken 2 gólt szerzett.

## Statisztika
| Japán válogatott | Japán válogatott | Japán válogatott |
| Időszak          | Mérk.            | gól              |
| ---------------- | ---------------- | ---------------- |
| 1972             | 5                | 0                |
| 1973             | 2                | 0                |
| 1974             | 1                | 0                |
| 1975             | 4                | 0                |
| 1976             | 2                | 0                |
| 1977             | 0                | 0                |
| 1978             | 12               | 2                |
| Összesen         | 26               | 2                |